# Gavin Arthur

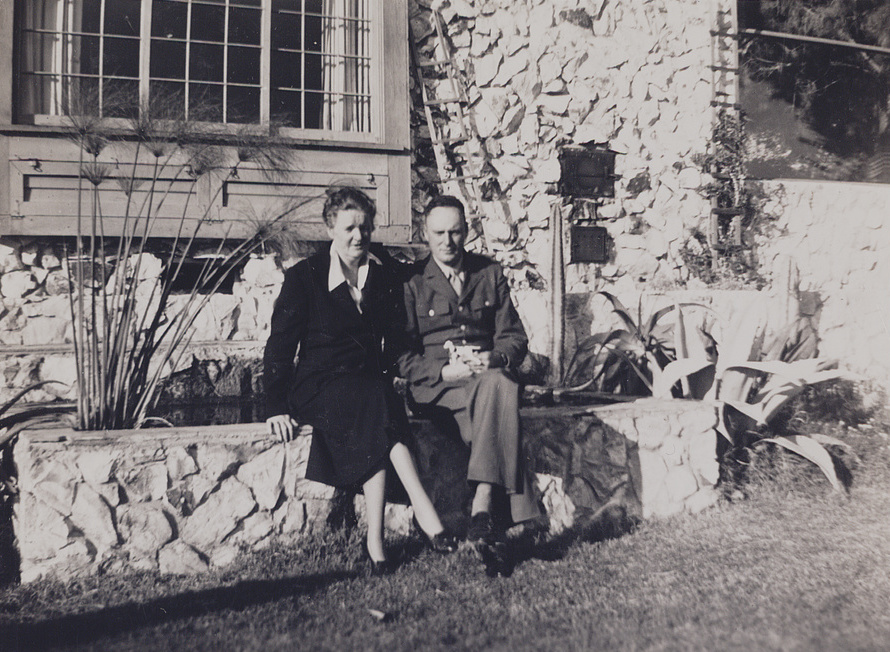
Gavin Arthur, mặc đồng phục, và vợ Esther Arthur năm 1942

Gavin Arthur (tên khai sinh Chester Alan Arthur III; sinh ngày 21 tháng 3 năm 1901 - 28 tháng 4 năm 1972) là một nhà chiêm tinh và nhà tình dục học ở San Francisco và là cháu trai của Tổng thống thứ 21 của Hoa Kỳ Chester A. Arthur.
Ông được mô tả là "một người bỏ học Ivy League, một nhà hoạt động của Quân đội Cộng hòa Ailen, một diễn viên phim thực nghiệm, một lãnh đạo xã, một nhà thám hiểm vàng, một giáo viên tại San Quentin, và một nhà chiêm tinh / nhà tình dục lưỡng tính. Một nhà hoạt động vì quyền đồng tính ban đầu và là nguyên mẫu thực tế cho những người hippies. " 

## Cuộc sống và gia đình ban đầu

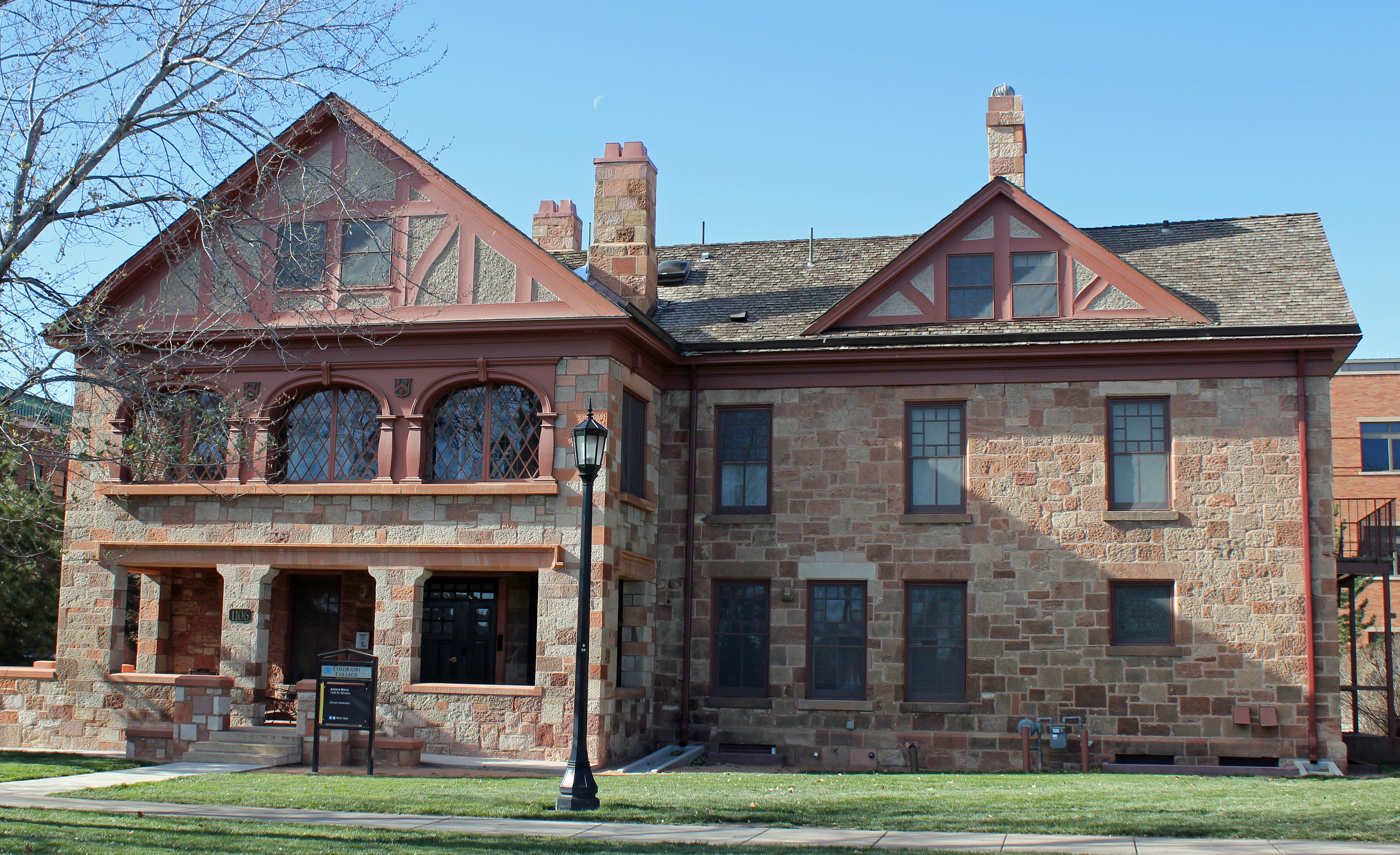
Edgeplain, ngôi nhà thời thơ ấu của Arthur ở Colorado Springs, Colorado

Arthur được sinh ra ở Colorado Springs, Colorado vào năm 1901 với Chester Alan Arthur II và vợ ông, Myra Townsend Fithian Andrews. Anh là đứa con duy nhất của họ. Cha của Arthur có một phần sở hữu của một công ty khai thác và trang trại đã cho gia đình một cuộc sống thoải mái. Arthur học Đại học Columbia, nhưng không tốt nghiệp. Sau khi rời trường, ông kết hôn với Charlotte Wilson năm 1922; họ đã ly dị mười năm sau đó.

## Nhà hoạt động và nhà văn
Sau khi rời trường đại học, Arthur làm việc trong Phong trào Cộng hòa Ailen, sống ở New York, Pháp và Ireland. Ông đã từng bị bỏ tù ở Boston liên quan đến phong trào. Khi còn ở Châu Âu, Arthur và Charlotte đã có những vai diễn trong bộ phim tiên phong năm 1930, Borderline, cũng có sự tham gia của Paul Robeson và HD  Vào đầu những năm 1930, anh chuyển đến Pismo Beach, California và lấy tên là "Gavin" mà sẽ được biết đến trong suốt quãng đời còn lại. Trong khi đó, Arthur thành lập một công xã nghệ thuật và văn học và xuất bản một tạp chí ngắn, Diễn đàn Dune. Năm 1934, ông gia nhập Hiệp hội không tưởng của Mỹ. Năm sau, anh kết hôn với Esther Murphy Strachey.
Thoát khỏi Đảng Cộng hòa của ông nội, Arthur làm thư ký của Đảng Dân chủ California vào năm 1940 trước khi từ chức năm sau, tin rằng đảng đã phản bội các nguyên tắc của ông. Khi Thế chiến II bùng nổ, Arthur nhập ngũ vào Hải quân Hoa Kỳ.
Sau chiến tranh, Arthur chuyển đến New York và đảm nhận viết một lịch sử gia đình, điều này chưa bao giờ được hoàn thành. Trở về California vào năm 1949, Arthur dạy các lớp học tại Nhà tù bang San Quentin trong vài năm và cố gắng kiếm sống như một người tìm vàng. Năm 1952, ông đã hoàn thành bằng cử nhân tại San Francisco State College. Thường xuyên thiếu tiền, Arthur bán báo trên đường phố San Francisco vào những năm 1950 và 60. Đồng thời, anh bắt đầu nổi tiếng với tư cách là một nhà chiêm tinh. Arthur và người vợ thứ hai, Esther, đã ly dị vào năm 1961.

## Vòng tròn tình dục
Năm 1962, Arthur xuất bản Vòng tròn tình dục, một cuốn sách phân tích tình dục của con người thông qua lăng kính chiêm tinh. Thay vì thang đo tuyến tính được phát triển bởi Alfred Kinsey, Arthur đã hình dung tình dục là một bánh xe với mười hai định hướng. Mười hai loại tương ứng với cung hoàng đạo và Arthur minh họa mỗi loại với một nguyên mẫu lịch sử (ví dụ: Don Juan, Sappho, Lady C). Arthur, người lưỡng tính, được cho là đã thân mật với Edward Carpenter và Neal Cassady. Arthur cũng là một người bạn của nhiều thế hệ beat, bao gồm Allen Ginsberg và Alan Watts, và hoạt động trong phong trào giải phóng đồng tính ban đầu.
Arthur kết hôn lần thứ ba vào năm 1965 với Ellen Jansen. Ông đã viết một phiên bản mở rộng của The Circle of Sex vào năm sau. Ông đã sử dụng chiêm tinh học để xác định ngày tổ chức Human Be-In vào năm 1967. Năm 1968, ông đã tranh luận với nhà chiêm tinh đồng nghiệp Dane Rudhyar về chủ đề Thời đại Bảo Bình. Năm 1972, Arthur qua đời tại Bệnh viện Cựu chiến binh Fort Miley ở San Francisco. Không có con, ông là hậu duệ còn sống của ông nội, Tổng thống Chester A. Arthur. Các giấy tờ của ông, bao gồm nhiều giấy tờ gia đình, đã được tặng cho Thư viện Quốc hội.